# Incidentes del Douglas DC-4 de Aerocóndor Colombia en 1967
Los incidentes de los dos Douglas DC-4 de Aerocóndor Colombia hace referencia a dos incidentes sufridos con matrícula HK-757, en los cuales se detonó una bomba a bordo y se secuestró el vuelo.

## Historia
El Douglas DC-4 con matrícula HK-757 comenzó sus operaciones en 1947 y fue adquirido por Aerocóndor en junio de 1963 cuando se le compró a la Fuerza Aérea de los Estados Unidos y terminó cubriendo las rutas entre Bogotá y Barranquilla y Barranquilla y San Andrés.
En los años 60´s fue cuando comenzó el Conflicto armado interno de Colombia, con su consecuente inestabilidad política y social.

## Incidentes
El primer incidente se registró en la tarde del 29 de mayo de 1967 cuando en el trayecto Barranquilla-Bogotá una bomba explotó a 6000 pies de altura sobre el municipio de San Marcos, hiriendo de gravedad a una azafata y ocasionando daño substancial a la aeronave, la cual logró aterrizar exitosamente en el Aeropuerto Internacional El Dorado.
10 semanas más tarde, en un vuelo entre Barranquilla y San Andrés cinco personas armadas con revólveres secuestraron el vuelo, le dijeron a los pasajeros que había ocurrido un accidente en San Andrés y que se iban a desviar a Panamá, y a los controladores aéreos en Panamá y Barranquilla que tenían problemas con su radio y que no se iban a comunicar más; y pusieron rumbo a Cuba
Cuando el avión entró en espacio aéreo cubano, dos aviones de combate MIG interceptaron al DC-4, que transmitió por radio sus intenciones, y otro vuelo colombiano, de Avianca, retransmitió la información a Colombia. Cuando el avión aterrizó en La Habana los pasajeros fueron alojados en un hotel y se les permitió regresar en el mismo avión al día siguiente, aterrizando en San Andrés ante más de 3000 personas que estaban esperando el vuelo.